# Alacranes
Alacranes är en ort i Kuba.   Den ligger i provinsen Matanzas, i den västra delen av landet, 90 km öster om huvudstaden Havanna. Alacranes ligger 28 meter över havet och antalet invånare är 5 843.
Terrängen runt Alacranes är platt. Runt Alacranes är det ganska glesbefolkat, med 47 invånare per kvadratkilometer. Närmaste större samhälle är Unión de Reyes, 4,7 km nordost om Alacranes. Trakten runt Alacranes består till största delen av jordbruksmark.